# کنیچی کاوانو
کنیچی کاوانو (ژاپنی: 河野 健一؛ زادهٔ ۱۵ سپتامبر ۱۹۸۲) یک بازیکن فوتبال اهل ژاپن است.
از باشگاه‌هایی که در آن بازی کرده‌است می‌توان به باشگاه فوتبال رواسو کوماموتو اشاره کرد.